# Jussi Heikkilä
Jussi Sakari Heikkilä (Forssa, 21 de março de 1983) é um atleta de 400 metros com barreiras finlandês.